# Atalanta Bergamasca Calcio 2012-2013
Questa voce raccoglie le informazioni riguardanti l'Atalanta Bergamasca Calcio nelle competizioni ufficiali della stagione 2012-2013.

## Stagione
L'Atalanta partecipa al campionato di Serie A per la 52ª volta. La stagione si apre con la seconda tranche dell'indagine sul calcioscommesse, condotta dalla procura di Cremona: la società nerazzurra, nuovamente deferita per responsabilità oggettiva, decide di patteggiare 2 punti di penalizzazione da scontare nel campionato che si appresta a cominciare.
Il ritiro pre-campionato si svolge nella sede di Rovetta.
Durante l'estate l'Atalanta centra uno storico record: ben quattro calciatori (Consigli, Peluso, Schelotto e Gabbiadini) sono convocati dal commissario tecnico della nazionale Prandelli per disputare l'amichevole di Berna contro l'Inghilterra.
La gara d'esordio di campionato vede l'Atalanta sconfitta di misura dalla Lazio di Petković, cui segue il pari sul campo del Cagliari nella prima partita disputata allo stadio Is Arenas: in quest'occasione il portiere atalantino Consigli para due calci di rigore, uno a Conti e l'altro a Larrivey.
La prima vittoria arriva sul campo di San Siro, dove il Milan viene battuto 1-0 con un gol di Cigarini.
In seguito alla vittoria conquistata in extremis contro il Palermo, per l'Atalanta si apre una parentesi negativa di tre sconfitte consecutive che la fa sprofondare in piena zona retrocessione: su tutte il pesante 1-5 casalingo contro il Torino.
Dopo la metà di ottobre inizia al contrario una serie di cinque risultati utili consecutivi, conclusa dalla vittoria 3-2 contro l'Inter nel posticipo della 12ª giornata, e che la fa rimontare al 6º posto.
Sette giorni dopo, la brutta sconfitta di Firenze riporta i nerazzurri con i piedi per terra: i successivi k.o. contro il Genoa dell'ex Delneri e il Bologna confermano questa nuova flessione della squadra orobica.
L'ultima vittoria del girone di andata arriva l'8 dicembre contro il Parma, seguita da un pareggio e due sconfitte. Per riportare un po' di serenità all'ambiente, scosso dalla crisi di risultati e da alcune cessioni importanti operate nel calciomercato invernale (Peluso alla Juventus e Schelotto all'Inter), la società rinnova il contratto dell'allenatore Stefano Colantuono fino al 2016.
Dopo qualche partita di assestamento, per l'Atalanta comincia un periodo di risultati positivi: sono particolarmente pesanti le vittorie ottenute contro dirette concorrenti per la salvezza, come Palermo, Siena e Pescara, grazie alle quali i nerazzurri si allontanano dalla zona pericolosa della classifica. Per i ragazzi di Colantuono c'è anche la possibilità di togliersi qualche sfizio, come la seconda vittoria stagionale a San Siro, questa volta contro l'Inter, battuta 4-3 dopo che gli uomini di Stramaccioni stavano addirittura conducendo per 3-1. I pareggi contro Genoa e Bologna avvicinano ulteriormente l'Atalanta alla salvezza, anche se la matematica certezza non c'è ancora. L'aritmetica salvezza arriva alla 36ª giornata quando l'Atalanta viene sconfitta in casa di misura dagli appena riconfermati campioni d'Italia della Juventus, mentre il Palermo terz'ultimo in classifica perdeva contro l'Udinese, mantenendo così un distacco di 7 punti sulla zona retrocessione non colmabile negli ultimi due turni di campionato.
Bonaventura, grande protagonista della stagione con otto reti segnate, viene convocato da Prandelli per l'amichevole della Nazionale contro San Marino a Bologna il 31 maggio.

## Divise e sponsor

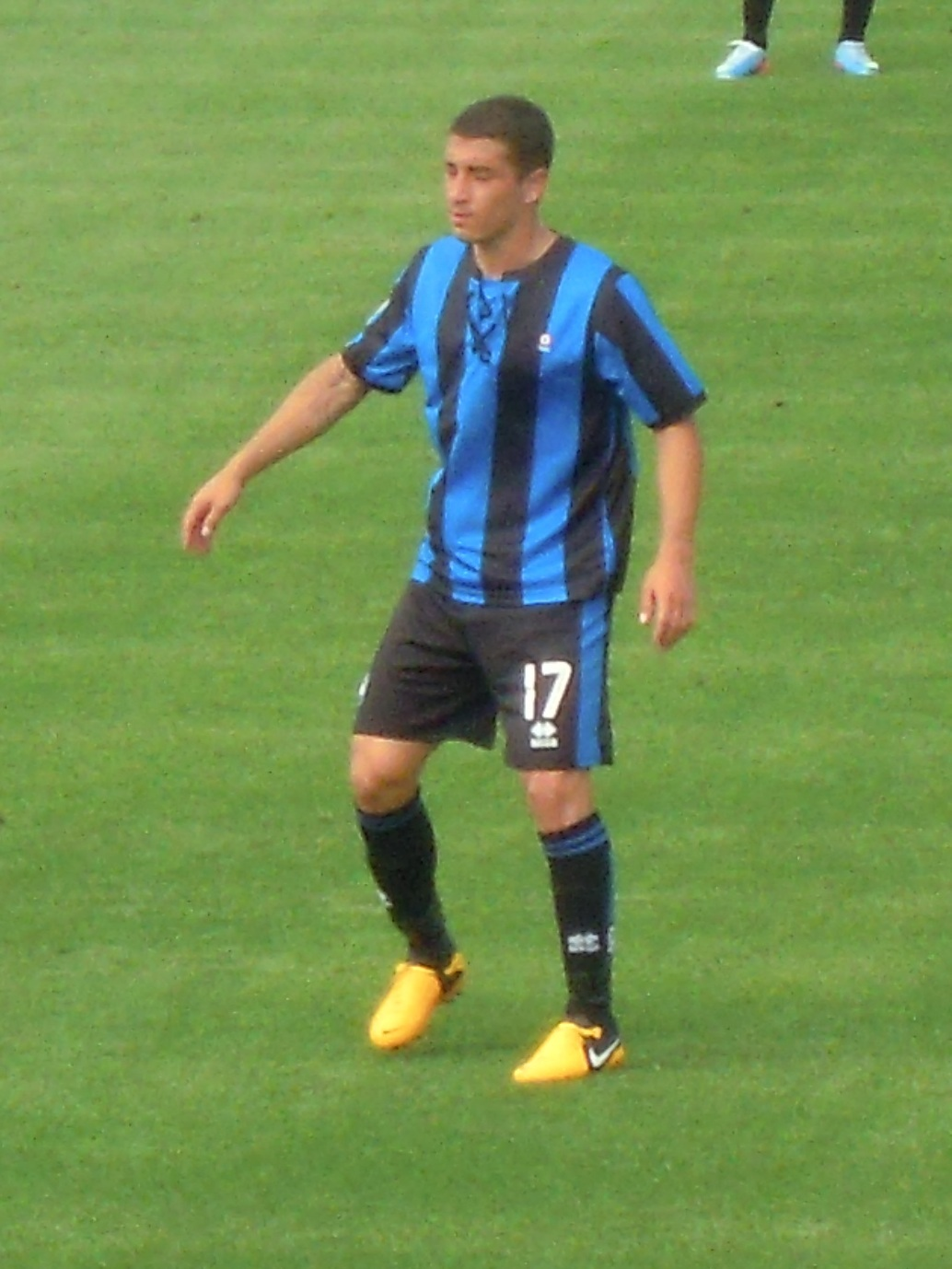
Carlos Carmona con la speciale maglia celebrativa indossata il 19 maggio 2013, per il cinquantenario della vittoria atalantina nella Coppa Italia 1962-1963.

Lo sponsor tecnico per la stagione 2012-2013 è Erreà, mentre lo sponsor ufficiale è AXA Assicurazioni. Il secondo sponsor di maglia è Konica Minolta e, a partire da questa stagione, si aggiunge Acqua Lete.
La prima maglia è a strisce verticali nero e azzurre, calzoncini e calzettoni neri. La seconda maglia è bianca con bande orizzontali nero e azzurre, calzoncini e calzettoni bianchi.
La terza maglia è argento con polsini azzurri, calzoncini argento e calzettoni neri.
Una divisa speciale è stata realizzata per la terza edizione del Christmas Match, disputato il 22 dicembre 2012 contro l'Udinese: le maglie indossate dai calciatori nerazzurri sono state vendute all'asta.
Nell'ultima partita di campionato contro il Chievo è stata indossata dai calciatori atalantini la divisa celebrativa del 50º anniversario della vittoria nella Coppa Italia 1962-1963. Nella partita casalinga contro la Juventus è stata indossata in anteprima la divisa ufficiale della stagione successiva.
| Casa | Trasferta | Terza divisa | Christmas Match | Cinquantenario Coppa Italia '63 |

## Organigramma societario
Area direttiva
- Presidente: Antonio Percassi
- Amministratore delegato: Luca Percassi
- Direttore generale: Pierpaolo Marino[15][16]
- Consiglieri: Enrico Felli, Isidoro Fratus, Marino Lazzarini, Maurizio Radici, Roberto Selini, Mario Volpi
- Amministrazione controllo e finanza: Gianmarco Gandolfi

Area organizzativa
- Segretario generale: Fabio Rizzitelli
- Team manager: Mirco Moioli
- Delegato allo stadio: Carlo Valenti
- Responsabile biglietteria: Omar Valenti

Area comunicazione e marketing
- Responsabile comunicazione: Elisa Persico
- Addetto Stampa: Andrea Lazzaroni
- Direttore marketing: Enrico Busto
- Licensing manager: Sara Basile

Area tecnica
- Direttore sportivo: Gabriele Zamagna
- Allenatore: Stefano Colantuono
- Preparatore atletico: Marco Montesanto
- Preparatore dei portieri: Mariano Coccia
- Collaboratori tecnici: Michele Armenise e Roberto Beni
- Recupero infortunati: Francesco Vaccariello
- Responsabile area scouting: Giuseppe Corti
- Responsabile settore giovanile: Mino Favini

Area sanitaria
- Responsabile sanitario: Paolo Amaddeo[17]
- Massaggiatori: Alfredo Adami, Marcello Ginami, Renato Gotti

## Rosa
| N. |                      | Ruolo | Calciatore                   |
| -- | -------------------- | ----- | ---------------------------- |
| 2  | Italia (bandiera)    | D     | Guglielmo Stendardo          |
| 3  | Italia (bandiera)    | D     | Stefano Lucchini             |
| 4  | Italia (bandiera)    | D     | Daniele Capelli              |
| 5  | Italia (bandiera)    | D     | Thomas Manfredini            |
| 5  | Argentina (bandiera) | D     | Lionel Scaloni               |
| 6  | Italia (bandiera)    | D     | Gianpaolo Bellini (capitano) |
| 7  | Italia (bandiera)    | C     | Ezequiel Schelotto           |
| 7  | Croazia (bandiera)   | A     | Marko Livaja                 |
| 8  | Serbia (bandiera)    | C     | Ivan Radovanović             |
| 9  | Australia (bandiera) | C     | James Troisi                 |
| 10 | Italia (bandiera)    | C     | Giacomo Bonaventura          |
| 11 | Argentina (bandiera) | A     | Maximiliano Moralez          |
| 13 | Italia (bandiera)    | D     | Federico Peluso              |
| 13 | Italia (bandiera)    | D     | Michele Canini               |
| 16 | Italia (bandiera)    | P     | Ciro Polito                  |
| 17 | Cile (bandiera)      | C     | Carlos Carmona               |
| 18 | Italia (bandiera)    | C     | Luigi Giorgi                 |
| 19 | Argentina (bandiera) | A     | Germán Denis                 |
| 20 | Croazia (bandiera)   | A     | Igor Budan                   |
| 21 | Italia (bandiera)    | C     | Luca Cigarini                |

| N. |                           | Ruolo | Calciatore           |
| -- | ------------------------- | ----- | -------------------- |
| 22 | Italia (bandiera)         | D     | Matteo Contini       |
| 23 | Italia (bandiera)         | C     | Matteo Scozzarella   |
| 23 | Italia (bandiera)         | C     | Franco Brienza       |
| 25 | Argentina (bandiera)      | D     | Carlos Matheu        |
| 28 | Italia (bandiera)         | D     | Davide Brivio        |
| 32 | Italia (bandiera)         | D     | Michele Ferri        |
| 33 | Costa d'Avorio (bandiera) | C     | Moussa Koné          |
| 44 | Italia (bandiera)         | C     | Riccardo Cazzola     |
| 47 | Italia (bandiera)         | P     | Andrea Consigli      |
| 77 | Italia (bandiera)         | D     | Cristian Raimondi    |
| 78 | Italia (bandiera)         | P     | Giorgio Frezzolini   |
| 79 | Brasile (bandiera)        | C     | Ferreira Pinto       |
| 83 | Italia (bandiera)         | D     | Cristiano Del Grosso |
| 88 | Italia (bandiera)         | C     | Davide Biondini      |
| 89 | Italia (bandiera)         | A     | Guido Marilungo      |
| 90 | Italia (bandiera)         | A     | Simone Tiribocchi    |
| 91 | Italia (bandiera)         | A     | Giuseppe De Luca     |
| 94 | Italia (bandiera)         | C     | Antonio Palma        |
| 99 | Argentina (bandiera)      | C     | Facundo Parra        |

## Calciomercato

### Sessione estiva(dall'1/07 al 31/08)
Davide Brivio, cresciuto nel settore giovanile nerazzurro, viene acquistato a titolo definitivo dal Lecce. In prestito con diritto di riscatto arrivano Davide Biondini dal Genoa, Giuseppe De Luca dal Varese e Facundo Parra dal Chacarita Juniors. Vengono ingaggiati a parametro zero Guglielmo Stendardo, il quale era rientrato alla Lazio dal prestito della stagione precedente senza però rinnovare con i biancocelesti, e Carlos Matheu, difensore centrale ex Cagliari e Independiente. L'australiano del Kayserispor James Troisi arriva in compartecipazione dalla Juventus, in cambio viene ceduta ai bianconeri la metà di Manolo Gabbiadini che disputerà la stagione in prestito al Bologna. Migjen Basha passa in compartecipazione al Torino. Matteo Brighi ritorna alla Roma, mentre Moussa Koné passa in prestito al Varese. Saluta Simone Tiribocchi che viene acquistato dalla Pro Vercelli, mentre Massimo Mutarelli non rinnova il contratto con i nerazzurri ed è svincolato. Vengono riscattati i cartellini di Carlos Carmona e Riccardo Cazzola, mentre è acquisito il diritto di riscattare la metà di quello di Luca Cigarini. Daniele Baselli rimane al Cittadella per un'altra stagione.
| Acquisti | Acquisti              | Acquisti                 | Acquisti                                    |
| R.       | Nome                  | da                       | Modalità                                    |
| -------- | --------------------- | ------------------------ | ------------------------------------------- |
| P        | Simone Colombi        | Juve Stabia              | fine prestito                               |
| P        | Renato Facheris       | Civitanovese             | fine prestito                               |
| P        | Andrea Montrucchio    | Juventus                 | prestito                                    |
| P        | Marco Sportiello      | Poggibonsi               | riscatto compartecipazione (0 €)            |
| D        | Alberto Almici        | Gubbio                   | fine prestito                               |
| D        | Davide Brivio         | Lecce                    | definitivo (2,7 milioni €)                  |
| D        | Michele De Feo        | Accademia Internazionale | prestito                                    |
| D        | Alessandro De Leidi   | Foggia                   | riscatto compartecipazione (0 €)            |
| D        | Andrea Gagliardini    | Ancona                   | fine prestito                               |
| D        | Matteo Gentili        | Spezia                   | fine prestito                               |
| D        | Andrea Masiello       | Bari                     | riscatto compartecipazione (0 €)            |
| D        | Carlos Matheu         |                          | svincolato                                  |
| D        | Michael Mossali       | Trevigliese              | definitivo                                  |
| D        | Marcello Possenti     | Tritium                  | fine prestito                               |
| D        | Giacomo Ruzzenenti    | Varese                   | definitivo                                  |
| D        | Guglielmo Stendardo   |                          | svincolato                                  |
| D        | Emanuele Suagher      | Tritium                  | fine prestito                               |
| D        | Matteo Zingaretti     | Jesina                   | fine prestito                               |
| C        | Davide Biondini       | Genoa                    | prestito                                    |
| C        | Marco Buonavita       | Margine Coperta          | prestito                                    |
| C        | Carlos Carmona        | Reggina                  | riscatto compartecipazione (1,8 milioni €)  |
| C        | Riccardo Cazzola      | Juve Stabia              | riscatto compartecipazione (1 milione €)    |
| C        | Luca Cigarini         | Napoli                   | prestito                                    |
| C        | Moussa Koné           | Pescara                  | fine prestito                               |
| C        | Nicola Malaccari      | Avellino                 | fine prestito                               |
| C        | Salvatore Molina      | Foggia                   | fine prestito                               |
| C        | Leonardo Pettinari    | Varese                   | fine prestito                               |
| C        | Ivan Radovanović      | Novara                   | fine prestito                               |
| C        | Luigi Filippo Ronzoni | Lecco                    | prestito                                    |
| C        | Matteo Scozzarella    | Juve Stabia              | fine prestito                               |
| C        | Andrea Tanferna       | Caratese                 | fine prestito                               |
| C        | Nicolò Tonon          | Pavia                    | riscattato                                  |
| C        | Stefano Tonsi         | Inter                    | prestito                                    |
| C        | James Troisi          | Juventus                 | compartecipazione                           |
| C        | Davide Zappacosta     | Isola Liri               | riscatto compartecipazione (buste)          |
| A        | Marco De Anna         | Sacilese                 | prestito                                    |
| A        | Giuseppe De Luca      | Varese                   | prestito                                    |
| A        | Germán Denis          | Udinese                  | riscatto compartecipazione (2,35 milioni €) |
| A        | Pasquale De Vita      | Palermo                  | fine prestito                               |
| A        | Massimiliano Fabbri   | Margine Coperta          | definitivo                                  |
| A        | Luca Gravina          | Alcione                  | prestito                                    |
| A        | Gianmarco Iovannisci  | Sambenedettese           | definitivo                                  |
| A        | Gabriel Lunetta       | Lecco                    | prestito                                    |
| A        | Simone Magnaghi       | Tritium                  | fine prestito                               |
| A        | Facundo Parra         | Chacarita Juniors        | prestito                                    |
| A        | Nicolò Rota           | Monza                    | prestito                                    |
| A        | Christian Tiboni      | Monza                    | fine prestito                               |
| A        | Andrea Turchi         | Seregno                  | fine prestito                               |
| A        | Giorgio Verga         | Tritium                  | rinnovo prestito                            |

| Cessioni | Cessioni            | Cessioni       | Cessioni                            |
| R.       | Nome                | a              | Modalità                            |
| -------- | ------------------- | -------------- | ----------------------------------- |
| P        | Simone Colombi      | Modena         | prestito                            |
| P        | Renato Facheris     |                | svincolato                          |
| P        | Francesco Rossi     | Cuneo          | rinnovo prestito                    |
| P        | Marco Sportiello    | Carpi          | prestito                            |
| D        | Alberto Almici      | Lanciano       | prestito                            |
| D        | Matteo Arcari       | Cremonese      | risoluzione compartecipazione (0 €) |
| D        | Andrea Audino       | Renate         | fine prestito                       |
| D        | Nicola Canzian      | SPAL           | risoluzione compartecipazione (0 €) |
| D        | Carlo Cremaschi     | Tritium        | rinnovo prestito                    |
| D        | Alessandro De Leidi | Barletta       | compartecipazione                   |
| D        | Matteo Gentili      | Vicenza        | prestito                            |
| D        | Marcello Possenti   | Lumezzane      | prestito                            |
| D        | Guglielmo Stendardo | Lazio          | fine prestito                       |
| D        | Emanuele Suagher    | Pisa           | prestito                            |
| D        | Riccardo Tantardini | Feralpisalò    | prestito                            |
| C        | Davide Agazzi       | Savona         | prestito                            |
| C        | Daniele Baselli     | Cittadella     | rinnovo compartecipazione           |
| C        | Migjen Basha        | Torino         | compartecipazione                   |
| C        | Matteo Brighi       | Roma           | fine prestito                       |
| C        | Alessandro Carrozza | Varese         | fine prestito                       |
| C        | Mario Chessa        | Pavia          | fine prestito                       |
| C        | Elia Cortesi        | Carpi          | rinnovo compartecipazione           |
| C        | Mamadou Coulibaly   |                | svincolato                          |
| C        | Michael Girasole    | AlbinoLeffe    | risoluzione compartecipazione (0 €) |
| C        | Moussa Koné         | Varese         | prestito                            |
| C        | Nicola Madonna      | Spezia         | compartecipazione                   |
| C        | Nicola Malaccari    | Gubbio         | compartecipazione                   |
| C        | Daniele Marcarini   | Aurora Seriate | definitivo                          |
| C        | Nadir Minotti       | Lanciano       | prestito                            |
| C        | Salvatore Molina    | Barletta       | prestito                            |
| C        | Christian Monacizzo | Tritium        | rinnovo prestito                    |
| C        | Massimo Mutarelli   |                | svincolato                          |
| C        | Stefano Romano      | Varese         | prestito                            |
| C        | Marco Villanova     | San Marino     | rinnovo compartecipazione           |
| C        | Davide Zappacosta   | Avellino       | compartecipazione                   |
| A        | Matteo Ardemagni    | Modena         | rinnovo prestito                    |
| A        | Nicolò Boldini      | Folzano        | prestito                            |
| A        | Pasquale De Vita    | Verona         | compartecipazione                   |
| A        | Manolo Gabbiadini   | Juventus       | compartecipazione (5,5 milioni €)   |
| A        | Leonardo Gatto      | Pisa           | rinnovo compartecipazione           |
| A        | Nicolò Intrieri     | Aurora Seriate | definitivo                          |
| A        | Simone Magnaghi     | Viareggio      | prestito                            |
| A        | Michele Marconi     | SPAL           | risoluzione compartecipazione (0 €) |
| A        | Jurgen Pandiani     | Alessandria    | risoluzione compartecipazione (0 €) |
| A        | Gianluca Pozzi      | Aurora Seriate | definitivo                          |
| A        | Christian Tiboni    |                | svincolato                          |
| A        | Simone Tiribocchi   | Pro Vercelli   | definitivo (400.000 €)              |

### Sessione invernale(dal 03/01 al 31/01)
L'Atalanta interviene molto nel calciomercato di gennaio. Arrivano a titolo definitivo Matteo Contini e Cristiano Del Grosso dal Siena, Lionel Scaloni dalla Lazio e Franco Brienza dal Palermo. Vengono acquistati in compartecipazione con il Genoa Michele Canini, a metà con l'Inter Marko Livaja e con il Novara Luigi Giorgi. Altrettanto movimentato il fronte cessioni. Thomas Manfredini passa al Genoa, Federico Peluso in compartecipazione alla Juventus ed Ezequiel Schelotto all'Inter. Dopo sei stagioni lascia anche Ferreira Pinto, ceduto al Varese.
| Acquisti | Acquisti             | Acquisti | Acquisti               |
| R.       | Nome                 | da       | Modalità               |
| -------- | -------------------- | -------- | ---------------------- |
| D        | Michele Canini       | Genoa    | compartecipazione      |
| D        | Matteo Contini       | Siena    | definitivo             |
| D        | Cristiano Del Grosso | Siena    | definitivo             |
| D        | Lionel Scaloni       | Lazio    | definitivo (250.000 €) |
| C        | Franco Brienza       | Palermo  | definitivo             |
| C        | Luigi Giorgi         | Novara   | prestito               |
| A        | Nicolò Boldini       | Folzano  | fine prestito          |
| A        | Igor Budan           | Palermo  | prestito               |
| A        | Marko Livaja         | Inter    | compartecipazione      |
| A        | Giacomo Parigi       | Arezzo   | prestito               |

| Cessioni | Cessioni               | Cessioni       | Cessioni                   |
| R.       | Nome                   | a              | Modalità                   |
| -------- | ---------------------- | -------------- | -------------------------- |
| D        | Luigi Djibo            | Sambenedettese | prestito                   |
| D        | Thomas Manfredini      | Genoa          | definitivo (1,5 milioni €) |
| D        | Carlos Matheu          | Siena          | prestito                   |
| D        | Federico Peluso        | Juventus       | prestito                   |
| C        | Adriano Ferreira Pinto | Varese         | definitivo                 |
| C        | Ezequiel Schelotto     | Inter          | definitivo (3,8 milioni €) |
| C        | Matteo Scozzarella     | Ternana        | prestito                   |
| A        | Nicolò Boldini         | Darfo Boario   | prestito                   |

## Risultati

### Serie A

#### Girone di andata
| Arbitro: | Gervasoni (Mantova) |

|  |           |              |
|  | Marcatori | 17’ Hernanes |

| Arbitro: | Peruzzo (Schio) |

|             |           |           |
| Ekdal 90+1’ | Marcatori | 81’ Denis |

| Arbitro: | Orsato (Schio) |

|  |           |              |
|  | Marcatori | 64’ Cigarini |

| Arbitro: | Giacomelli (Trieste) |

|              |           |  |
| Raimondi 88’ | Marcatori |  |

| Arbitro: | Irrati (Pistoia) |

|                           |           |             |
| Spolli 52’ Barrientos 64’ | Marcatori | 49’ Moralez |

| Arbitro: | Massa (Imperia) |

|           |           |                                                                 |
| Denis 28’ | Marcatori | 38’ (rig.), 76’ Bianchi 62’ Gazzi 66’ Stevanović 73’ D'Ambrosio |

| Arbitro: | Banti (Livorno) |

|                        |           |  |
| Lamela 30’ Bradley 62’ | Marcatori |  |

| Arbitro: | Rizzoli (Bologna) |

|                              |           |               |
| Cigarini 62’ Bonaventura 82’ | Marcatori | 59’ Reginaldo |

| Pescara 28 ottobre 2012, ore 15:00 CET 9ª giornata | Pescara       | 0 – 0 referto | Atalanta | Stadio Adriatico (10.325 spett.)\| Arbitro: \| Valeri (Roma) \| |
| Arbitro:                                           | Valeri (Roma) |               |          |                                                                 |

| Arbitro: | Orsato (Schio) |

|             |           |  |
| Carmona 19’ | Marcatori |  |

| Arbitro: | Russo (Nola) |

|             |           |                            |
| Maresca 53’ | Marcatori | 2’ Bonaventura 76’ De Luca |

| Arbitro: | Damato (Barletta) |

|                                      |           |                        |
| Bonaventura 9’ Denis 60’, 67’ (rig.) | Marcatori | 56’ Guarín 84’ Palacio |

| Arbitro: | De Marco (Chiavari) |

|                                           |           |                 |
| Rodríguez 5’ Aquilani 42’, 45+2’ Toni 49’ | Marcatori | 32’ Bonaventura |

| Arbitro: | Doveri (Roma) |

|  |           |                |
|  | Marcatori | 39’ Bertolacci |

| Arbitro: | Giannoccaro (Lecce) |

|                             |           |           |
| Diamanti 16’ Gabbiadini 70’ | Marcatori | 50’ Denis |

| Arbitro: | Calvarese (Teramo) |

|                     |           |            |
| Denis 4’ Peluso 38’ | Marcatori | 45’ Amauri |

| Arbitro: | Massa (Imperia) |

|                                    |           |  |
| Vučinić 2’ Pirlo 14’ Marchisio 27’ | Marcatori |  |

| Arbitro: | Guida (Torre Annunziata) |

|                  |           |            |
| Denis 40’ (rig.) | Marcatori | 33’ Muriel |

| Arbitro: | Mariani (Aprilia) |

|           |           |  |
| Cofie 37’ | Marcatori |  |

#### Girone di ritorno
| Arbitro: | Peruzzo (Schio) |

|                                |           |  |
| Floccari 67’ Brivio 77’ (aut.) | Marcatori |  |

| Arbitro: | Tagliavento (Terni) |

|               |           |                  |
| Stendardo 57’ | Marcatori | 2’ (aut.) Canini |

| Arbitro: | Gervasoni (Mantova) |

|  |           |                 |
|  | Marcatori | 29’ El Shaarawy |

| Arbitro: | Damato (Barletta) |

|            |           |                       |
| Nélson 83’ | Marcatori | 54’ Carmona 71’ Denis |

| Bergamo 10 febbraio 2013, ore 15:00 CET 24ª giornata | Atalanta        | 0 – 0 referto | Catania | Stadio Atleti Azzurri d'Italia (12.277 spett.)\| Arbitro: \| Massa (Imperia) \| |
| Arbitro:                                             | Massa (Imperia) |               |         |                                                                                 |

| Arbitro: | Bergonzi (Genova) |

|                     |           |                  |
| Cerci 42’ Birsa 87’ | Marcatori | 75’ (rig.) Denis |

| Arbitro: | De Marco (Chiavari) |

|                |           |                                        |
| Livaja 8’, 44’ | Marcatori | 12’ Marquinho 34’ Pjanić 71’ Torosidis |

| Arbitro: | Tagliavento (Terni) |

|  |           |                     |
|  | Marcatori | 3’, 67’ Bonaventura |

| Arbitro: | Celi (Campobasso) |

|                       |           |                |
| Denis 34’ (rig.), 67’ | Marcatori | 24’ D'Agostino |

| Arbitro: | Valeri (Roma) |

|                                  |           |                                |
| Cavani 4’ (rig.), 65’ Pandev 81’ | Marcatori | 31’ (aut.) Cannavaro 73’ Denis |

| Bergamo 30 marzo 2013, ore 15:00 CET 30ª giornata | Atalanta       | 0 – 0 referto | Sampdoria | Stadio Atleti Azzurri d'Italia (13.377 spett.)\| Arbitro: \| Romeo (Verona) \| |
| Arbitro:                                          | Romeo (Verona) |               |           |                                                                                |

| Arbitro: | Gervasoni (Mantova) |

|                             |           |                                            |
| Rocchi 43’ Álvarez 57’, 61’ | Marcatori | 56’ Bonaventura 65’ (rig.), 71’, 77’ Denis |

| Arbitro: | Russo (Nola) |

|  |           |                                 |
|  | Marcatori | 61’ (rig.) Pizarro 72’ Larrondo |

| Arbitro: | Giannoccaro (Lecce) |

|                 |           |               |
| Floro Flores 6’ | Marcatori | 8’ Del Grosso |

| Arbitro: | Gavillucci (Latina) |

|            |           |               |
| Giorgi 67’ | Marcatori | 76’ Gilardino |

| Arbitro: | Giacomelli (Trieste) |

|                         |           |  |
| Parolo 44’ Biabiany 58’ | Marcatori |  |

| Arbitro: | Guida (Torre Annunziata) |

|  |           |           |
|  | Marcatori | 18’ Matri |

| Arbitro: | Rizzoli (Bologna) |

|                    |           |             |
| Di Natale 42’, 52’ | Marcatori | 10’ De Luca |

| Arbitro: | La Penna (Roma) |

|                         |           |                    |
| Stendardo 8’ Giorgi 84’ | Marcatori | 76’, 90+3’ Théréau |

### Coppa Italia

#### Turni preliminari
| Arbitro: | Romeo (Verona) |

|                            |           |  |
| Bonaventura 23’ Brivio 29’ | Marcatori |  |

| Arbitro: | Massa (Imperia) |

|                            |           |             |
| Parra 41’, 82’ De Luca 62’ | Marcatori | 30’ Tonucci |

#### Fase finale
| Arbitro: | Russo (Nola) |

|                                   |           |  |
| Pjanić 21’ Osvaldo 31’ Destro 51’ | Marcatori |  |

## Statistiche

### Statistiche di squadra
| Competizione | Punti | In casa | In casa | In casa | In casa | In casa | In casa | In trasferta | In trasferta | In trasferta | In trasferta | In trasferta | In trasferta | Totale | Totale | Totale | Totale | Totale | Totale | DR  |
| Competizione | Punti | G       | V       | N       | P       | Gf      | Gs      | G            | V            | N            | P            | Gf           | Gs           | G      | V      | N      | P      | Gf     | Gs     | DR  |
| ------------ | ----- | ------- | ------- | ------- | ------- | ------- | ------- | ------------ | ------------ | ------------ | ------------ | ------------ | ------------ | ------ | ------ | ------ | ------ | ------ | ------ | --- |
| Serie A      | 40    | 19      | 6       | 6       | 7       | 19      | 24      | 19           | 5            | 3            | 11           | 20           | 32           | 38     | 11     | 9      | 18     | 39     | 56     | -17 |
| Coppa Italia | -     | 2       | 2       | 0       | 0       | 5       | 1       | 1            | 0            | 0            | 1            | 0            | 3            | 3      | 2      | 0      | 1      | 5      | 4      | +1  |
| Totale       | -     | 21      | 8       | 6       | 7       | 24      | 25      | 20           | 5            | 3            | 12           | 20           | 35           | 41     | 13     | 9      | 19     | 44     | 60     | -16 |

### Andamento in campionato
| Giornata  | 1  | 2  | 3  | 4 | 5  | 6  | 7  | 8  | 9  | 10 | 11 | 12 | 13 | 14 | 15 | 16 | 17 | 18 | 19 | 20 | 21 | 22 | 23 | 24 | 25 | 26 | 27 | 28 | 29 | 30 | 31 | 32 | 33 | 34 | 35 | 36 | 37 | 38 |
| --------- | -- | -- | -- | - | -- | -- | -- | -- | -- | -- | -- | -- | -- | -- | -- | -- | -- | -- | -- | -- | -- | -- | -- | -- | -- | -- | -- | -- | -- | -- | -- | -- | -- | -- | -- | -- | -- | -- |
| Luogo     | C  | T  | T  | C | T  | C  | T  | C  | T  | C  | T  | C  | T  | C  | T  | C  | T  | C  | T  | T  | C  | C  | T  | C  | T  | C  | T  | C  | T  | C  | T  | C  | T  | C  | T  | C  | T  | C  |
| Risultato | P  | N  | V  | V | P  | P  | P  | V  | N  | V  | V  | V  | P  | P  | P  | V  | P  | N  | P  | P  | N  | P  | V  | N  | P  | P  | V  | V  | P  | N  | V  | P  | N  | N  | P  | P  | P  | N  |
| Posizione | 19 | 19 | 15 | 9 | 12 | 16 | 19 | 13 | 15 | 10 | 9  | 6  | 8  | 10 | 11 | 10 | 12 | 11 | 12 | 13 | 13 | 14 | 13 | 14 | 15 | 16 | 15 | 14 | 16 | 16 | 13 | 13 | 14 | 14 | 14 | 15 | 15 | 15 |

Fonte:  Classifica Serie A 2012/2013, su sport.sky.it, Sky Sport. URL consultato l'8 settembre 2013 (archiviato dall'url originale il 23 settembre 2014).
Legenda:

Luogo: C = Casa; T = Trasferta. Risultato: V = Vittoria; N = Pareggio; P = Sconfitta.

### Statistiche dei giocatori
| Giocatore         | Serie A  | Serie A | Serie A     | Serie A    | Coppa Italia | Coppa Italia | Coppa Italia | Coppa Italia | Totale   | Totale | Totale      | Totale     |
| Giocatore         | Presenze | Reti    | Ammonizioni | Espulsioni | Presenze     | Reti         | Ammonizioni  | Espulsioni   | Presenze | Reti   | Ammonizioni | Espulsioni |
| ----------------- | -------- | ------- | ----------- | ---------- | ------------ | ------------ | ------------ | ------------ | -------- | ------ | ----------- | ---------- |
| G. Bellini        | 11       | 0       | 0           | 0          | 1            | 0            | 0            | 0            | 12       | 0      | 0           | 0          |
| D. Biondini       | 24       | 0       | 8           | 0          | 0            | 0            | 0            | 0            | 24       | 0      | 8           | 0          |
| G. Bonaventura    | 35       | 7       | 8           | 0          | 1            | 1            | 0            | 0            | 36       | 8      | 8           | 0          |
| F. Brienza        | 6        | 0       | 0           | 0          | -            | -            | -            | -            | 6        | 0      | 0           | 0          |
| D. Brivio         | 20       | 0       | 4           | 1          | 3            | 1            | 1            | 0            | 23       | 1      | 5           | 1          |
| I. Budan          | 2        | 0       | 0           | 0          | -            | -            | -            | -            | 2        | 0      | 0           | 0          |
| M. Canini         | 12       | 0       | 1           | 0          | -            | -            | -            | -            | 12       | 0      | 1           | 0          |
| D. Capelli        | 1        | 0       | 0           | 0          | 0            | 0            | 0            | 0            | 1        | 0      | 0           | 0          |
| C. Carmona        | 20       | 2       | 10          | 2          | 2            | 0            | 0            | 0            | 22       | 2      | 10          | 2          |
| R. Cazzola        | 22       | 0       | 8           | 0          | 3            | 0            | 0            | 0            | 25       | 0      | 8           | 0          |
| L. Cigarini       | 27       | 2       | 8           | 1          | 3            | 0            | 1            | 0            | 30       | 2      | 9           | 1          |
| A. Consigli       | 35       | -49     | 4           | 0          | 2            | -3           | 0            | 0            | 37       | -52    | 4           | 0          |
| M. Contini        | 3        | 0       | 2           | 1          | -            | -            | -            | -            | 3        | 0      | 2           | 1          |
| C. Del Grosso     | 13       | 1       | 2           | 0          | -            | -            | -            | -            | 13       | 1      | 2           | 0          |
| G. De Luca        | 18       | 2       | 5           | 0          | 2            | 1            | 0            | 0            | 20       | 3      | 5           | 0          |
| G. Denis          | 36       | 15      | 3           | 1          | 2            | 0            | 0            | 0            | 38       | 15     | 3           | 1          |
| A. Ferreira Pinto | 0        | 0       | 0           | 0          | 0            | 0            | 0            | 0            | 0        | 0      | 0           | 0          |
| M. Ferri          | 9        | 0       | 1           | 0          | 1            | 0            | 0            | 0            | 10       | 0      | 1           | 0          |
| G. Frezzolini     | 0        | 0       | 0           | 0          | 0            | 0            | 0            | 0            | 0        | 0      | 0           | 0          |
| L. Giorgi         | 15       | 2       | 5           | 1          | -            | -            | -            | -            | 15       | 2      | 5           | 1          |
| M. Koné           | 0        | 0       | 0           | 0          | 1            | 0            | 0            | 0            | 1        | 0      | 0           | 0          |
| M. Livaja         | 11       | 2       | 5           | 0          | -            | -            | -            | -            | 11       | 2      | 5           | 0          |
| S. Lucchini       | 21       | 0       | 9           | 1          | 3            | 0            | 0            | 0            | 24       | 0      | 9           | 1          |
| T. Manfredini     | 15       | 0       | 4           | 1          | 1            | 0            | 1            | 0            | 16       | 0      | 5           | 1          |
| G. Marilungo      | 2        | 0       | 0           | 0          | 1            | 0            | 0            | 0            | 3        | 0      | 0           | 0          |
| C. Matheu         | 4        | 0       | 1           | 0          | 2            | 0            | 0            | 0            | 6        | 0      | 1           | 0          |
| M. Moralez        | 29       | 1       | 3           | 0          | 2            | 0            | 1            | 0            | 31       | 1      | 4           | 0          |
| A. Palma          | 1        | 0       | 0           | 0          | -            | -            | -            | -            | 1        | 0      | 0           | 0          |
| F. Parra          | 14       | 0       | 0           | 1          | 2            | 2            | 0            | 0            | 16       | 2      | 0           | 1          |
| F. Peluso         | 13       | 1       | 10          | 2          | 0            | 0            | 0            | 0            | 13       | 1      | 10          | 2          |
| C. Polito         | 4        | -7      | 0           | 0          | 1            | -1           | 0            | 0            | 5        | -8     | 0           | 0          |
| I. Radovanović    | 16       | 0       | 3           | 0          | 1            | 0            | 0            | 0            | 17       | 0      | 3           | 0          |
| C. Raimondi       | 26       | 1       | 7           | 1          | 1            | 0            | 1            | 0            | 27       | 1      | 8           | 1          |
| L. Scaloni        | 7        | 0       | 4           | 0          | -            | -            | -            | -            | 7        | 0      | 4           | 0          |
| E. Schelotto      | 16       | 0       | 0           | 0          | 2            | 0            | 0            | 0            | 18       | 0      | 0           | 0          |
| M. Scozzarella    | 3        | 0       | 0           | 0          | 2            | 0            | 0            | 0            | 5        | 0      | 0           | 0          |
| G. Stendardo      | 32       | 2       | 9           | 0          | 0            | 0            | 0            | 0            | 32       | 2      | 9           | 0          |
| S. Tiribocchi     | -        | -       | -           | -          | -            | -            | -            | -            | -        | -      | -           | -          |
| J. Troisi         | 6        | 0       | 1           | 0          | 2            | 0            | 0            | 0            | 8        | 0      | 1           | 0          |

## Giovanili

### Organigramma societario
Area direttiva
- Responsabile settore giovanile: Mino Favini

Area tecnica - Primavera
- Allenatore: Valter Bonacina
- Allenatore in seconda: Fabio Grandi
- Preparatore atletico: Mauro Pozzoni
- Preparatore portieri: Carlo Resmini, Massimo Biffi
- Medico: Bruno Speziale
- Fisioterapista o massaggiatore: Stefano Pirovano
- Dirigente accompagnatore: Giuseppe Belotti, Venanzio Moriggi
- Magazziniere: Ferruccio Finardi

Area tecnica - Berretti
- Allenatore: Giuseppe Bergomi
- Preparatore atletico: Giuseppe Chieppa
- Medico: Fabrizio Caroli
- Fisioterapista o massaggiatore: Antonio Rossi
- Dirigente accompagnatore: Egidio Acquaroli, Amelio Macetti

Area tecnica - Allievi Nazionali
- Allenatore: Giuseppe Butti
- Preparatore Atletico: Matteo Moranda
- Dirigente accompagnatore: Augusto Merletti
- Medico: Paolo Amaddeo
- Massaggiatore: Guido Bonifaccio

Area tecnica - Allievi Regionali 
- Allenatore: Simone Carminati
- Fisioterapista o massaggiatore: Damiano Elitropi
- Dirigente accompagnatore: Aldo Valerio, Paolo Vitari

Area tecnica - Giovanissimi Nazionali
- Allenatore: Gianluca Polistina
- Dirigenti Accompagnatori: Gianpiero Ghilardi, Stefano Daldossi
- Massaggiatore: Michele Locatelli

Area tecnica - Giovanissimi Regionali "A"
- Allenatore: Massimo Cicconi
- Dirigente accompagnatore: Giuseppe Pandini
- Massaggiatore: Nicola Salvetti

Area tecnica - Giovanissimi Regionali "B"
- Allenatore: Luca Silvani
- Dirigenti accompagnatori: Domenico Polini, Giovanni Manzoni
- Massaggiatore: Angelo Tosi

### Piazzamenti
- Primavera:
  - Campionato: Finalista[82]
  - Coppa Italia: Primo turno
  - Torneo di Viareggio: Fase a gironi
- Berretti:
  - Campionato: Campione[83]
- Allievi nazionali:
  - Campionato: Quarti di finale
  - Trofeo di Arco "Beppe Viola": Fase a gironi
- Allievi regionali:
  - Campionato: 5º posto
- Giovanissimi nazionali:
  - Campionato: Ottavi di finale
- Giovanissimi regionali "A":
  - Campionato: -
- Giovanissimi regionali "B":
  - Campionato: -